# Tom Glinos
Tom Glinos, né en 1960, est un astronome amateur canadien.

## Biographie
Le Centre des planètes mineures le crédite de la découverte de quinze astéroïdes, effectuée entre 2004 et 2010, la majeure partie en collaboration avec un de ses collègues, David et Wendee Levy.
L'astéroïde (7124) Glinos lui a été dédié,.

## Astéroïdes découverts
| (117032) Davidlane        | 14 mai 2004       |
| (144769) Zachariassen     | 19 avril 2004     |
| (144907) Whitehorne       | 16 décembre 2004  |
| (157421) Carolpercy       | 8 octobre 2004    |
| (170909) Bobmasterson     | 12 décembre 2004  |
| (170995) Ritajoewright    | 3 mars 2005       |
| (175152) Marthafarkas     | 3 mars 2005       |
| (245158) Thomasandrews    | 13 octobre 2004   |
| (271763) Hebrewu          | 17 septembre 2004 |
| (283990) Randallrosenfeld | 16 septembre 2004 |
| (294727) Dennisritchie    | 31 janvier 2008   |
| (300909) Kenthompson      | 30 janvier 2008   |
| (510045) Vincematteo      | 4 mars 2010       |
| (518523) Bryanshumaker    | 16 septembre 2006 |